# Gary Goodridge
Gary Goodridge Henry  (Saint James, 17 de janeiro de 1966), apelidado de "Big Daddy"  é um antigo e famoso lutador de pesos pesados de  Kickboxing e MMA de dupla nacionalidade :  nasceu em  Trinidad e Tobago e naturalizou-se Canadiano.
Este esteve presente nos primeiros eventos do UFC e do extinto Pride e participou em muitos torneios do K-1 World Grand Prix.
Era um lutador pouco ortodoxo mas muito apreciado devido à sua grande combatividade que se traduziu na sua participação em muitos eventos K-1 apesar das muitas derrotas consecutivas . Os seus combates proporcionavam um elevado número de nocautes.
Em 2012 foi diagnosticado demência pugilística a que ele atribui o torneio K-1 como o principal responsável devido aos murros que levou na cabeça.